# Club Natació Barcelona
CN Barcelona je španjolski vaterpolski klub iz grada Barcelone.S 60 osvojenih državnih naslova prvaka je europski rekorder.

## Klupski uspjesi
(stanje u prosincu 2006.)
- 18x Španjolsko prvenstvo (liga): 1965/66., 1966/67., 1967/68., 1968/69., 1970/71., 1974/75., 1979/80., 1980/81., 1981/82., 1982/83., 1986/87., 1990/91., 1994/95., 1995/96., 1996/97., 2001/02., 2003/04., 2004/05.
- 41x Španjolsko prvenstvo (o 1965.): 1925., 1926., 1927., 1928., 1929., 1930., 1931., 1932., 1933., 1934., 1935., 1936., 1937., 1938., 1939., 1940., 1941., 1942., 1943., 1944., 1945., 1946., 1947., 1948., 1949., 1950., 1951., 1952., 1953., 1954., 1955., 1956., 1957., 1958., 1959., 1960., 1961., 1962., 1963., 1964., 1965.
- 7x kup: 1988/89., 1990/91., 1994/95., 1995/96., 1998/99., 2001/02., 2002/03.
- 1x Kup/liga prvaka: 1981/82.
- 1x Europski Superkup: 1982.
- 2x Kup LEN: 1994/95., 2003/04

## Vanjske poveznice
- Web oficial del club
- Popis španjolskih vaterpolskih prvaka